# Annalie Longo
Annalie Antonia Longo (Auckland, 1 de julho de 1991) é uma futebolista profissional neozelandesa que atua como defensora.

## Carreira
Annalie Longo fez parte do elenco da Seleção Neozelandesa de Futebol Feminino, nas Olimpíadas de 2012 e 2016. 